# Expedição 60
Expedição 60 foi a 60.ª expedição de longa duração à Estação Espacial Internacional, realizada entre 24 de junho e 3 de outubro de 2019, após a partida da nave Soyuz MS-11. Ela contava com seis astronautas, três norte-americanos, dois russos e um italiano. Durante os últimos dias dessa expedição, o número de residentes da ISS chegou a nove por alguns dias após a chegada da Soyuz MS-15, onde pela primeira vez desde STS-135 o número de tripulantes ultrapassou o padrão de seis.

## Tripulação
| Posição             | Junho-julho de 2019 | Julho-outubro de 2019 |
| ------------------- | ------------------- | --------------------- |
| Comandante          | Aleksei Ovchinin    | Aleksei Ovchinin      |
| Engenheiro de voo 1 | Nick Hague          | Nick Hague            |
| Engenheira de voo 2 | Christina Koch      | Christina Koch        |
| Engenheiro de voo 3 |                     | Alexandr Skvortsov    |
| Engenheiro de voo 4 |                     | Luca Parmitano        |
| Engenheiro de voo 5 |                     | Andrew Morgan         |

## Insígnia
O emblema desta missão comemora os 50 anos do primeiro pouso do homem na Lua, o maior feito tecnológico da Humanidade. Um grupo de três de estrelas com a Lua sobreposta forma  a letra "L", o símbolo do alfabeto romano para 50. A Lua é desenhada em fase crescente, como estava naquele 20 de julho de 1969. A silhueta da Estação Espacial Internacional é visível voando no céu noturno. Estrelas brilhantes, da maneira como são vistas da ISS, formam a figura de uma águia, na mesma pose do emblema da missão Apollo 11. O nascer do sol significa que ainda estamos no início da exploração humana do espaço. A forma hexagonal da insígnia representa o formado da Cúpula da ISS, com suas seis pontas representando os seis tripulantes da Expedição. De maneira original, os nomes e as nacionalidades dos tripulantes não constam nela, como não constavam no emblema da Apollo 11, para destacar que as missões espaciais - hoje e no futuro - são para a Terra e toda a humanidade.

## Missão

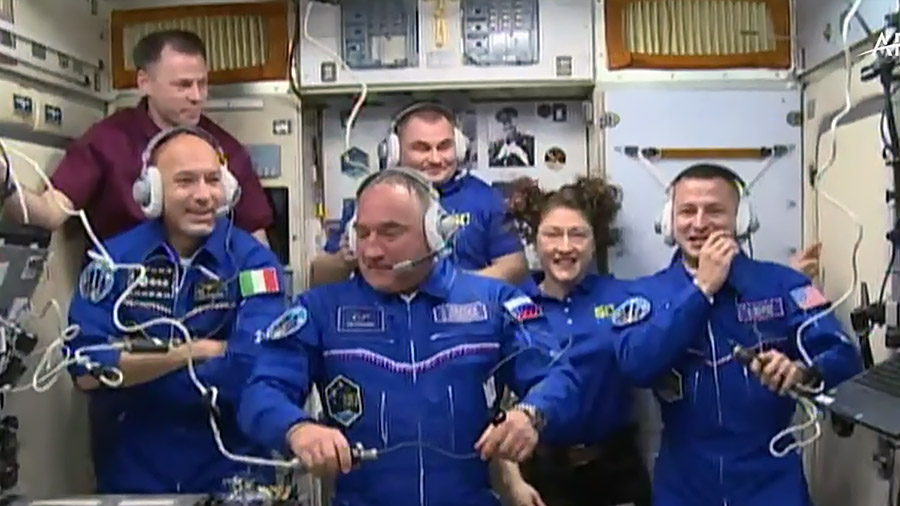
Cerimônia de boas-vindas da Expedição 60

Uma das mais importantes experiências feitas nesta missão foi a impressão biológica em 3D de órgãos humanos utilizáveis, através do BioFabrication Facility (BFF), para produzir tecidos de órgãos humanos na microgravidade, algo ainda impossível de ser conseguido no ambiente terrestre. Outra experiência foi o experimento Bio Rock, um estudo dedicado a biomineração, onde espera-se que ajude a obter informações adicionais sobre as interações físicas de líquidos, rochas e micro organismos em condições de microgravidade para nova aquisição de materiais no espaço, permitindo uma futura mineração de metais em outros mundos, como a Lua e Marte. Duas caminhadas espaciais foram realizadas durante o período para manutenção  e instalação de novos equipamentos no exterior da estação, um deles um novo adaptador internacional de docagem para o módulo Harmony.
As naves não-tripulada russa MS-12 e japonesa HTV-8 acoplaram durante  expedição, trazendo toneladas de combustível, víveres , equipamentos e novo experimentos para serem feitos. Também acoplou na ISS o  SpaceX CRS-18, que trazia nele, como parte do projeto Garatéa-ISS feito ao lado da Student Spaceflight Experiments Program – um projeto para estimular o interesse dos estudantes brasileiros em áreas de ciência e tecnologia – o experimento Capilaridade x Gravidade no processo de filtração feito por alunos do Ensino Médio do Instituto Federal de Santa Catarina, um filtro que usava carbono ativado, baseado no "filtro de água baseado na moringa".
Em 22 de agosto a nave Soyuz MS-14, uma nave não-tripulada do programa Soyuz – a primeira missão da Soyuz sem tripulação em 33 anos e a primeira missão Soyuz não tripulada para a ISS – foi lançada de do Cosmódromo de Baikonur em direção à estação mas sua acoplagem enfrentou problemas. A docagem foi abortada a 60 metros da ISS por um problema não detectado com seus sistemas automatizados Kurz de acoplagem. Os astronautas Parmitano, Morgan e Skvortsov transferiram a Soyuz MS-13, acoplada e que tinha levado parte da tripulação, para novo porto de acoplagem, para permitir à MS-14 uma nova tentativa no porto ocupado por ela.
Os engenheiros que trabalhavam no controle da missão russa em Korolyov, perto de Moscou, determinaram que um amplificador no módulo Poisk da estação espacial, localizado no lado zênite - o lado da estação voltado para o espaço - do módulo de serviço Zvezda, não estava funcionando corretamente. O amplificador faz parte do lado passivo do sistema de radar de encontro KURS, que orienta a aproximação das naves tripuladas da Soyuz e das naves-cargueiro Progress até as docas automatizadas da estação espacial. O lado ativo do sistema de radar KURS, localizado na própria Soyuz, foi projetado para enviar sinais em direção à estação para determinar a faixa e a taxa de fechamento entre os dois veículos. Os dados são alimentados no computador de voo da Soyuz para direcionar sua abordagem final, disparando propulsores para controlar a velocidade e a orientação da nave em relação à estação. Com o problema corrigido, ela finalmente ancorou na ISS cinco dias depois, em 27 de agosto.

## Galeria
- Os nove tripulantes finais da Expedição posam no módulo Zvezda.
- A Soyuz MS-11 afasta-se da ISS levando de volta três membros da Expedição anterior.
- Christina Koch demonstra o comportamento de fluidos na microgravidade.
- Tudo pronto para o lançamento de nanossatélites.
- Jantar da tripulação no módulo Zvezda.